# Фармінгтон (Юта)
Фармінгтон (англ. Farmington) — місто (англ. city) в США, в окрузі Девіс штату Юта. Населення — 24 531 особа (2020).

## Географія
Фармінгтон розташований за координатами 40°59′4″ пн. ш. 111°54′27″ зх. д. / 40.98444° пн. ш. 111.90750° зх. д. (40.984560, -111.907388).  За даними Бюро перепису населення США в 2010 році місто мало площу 25,77 км², з яких 25,53 км² — суходіл та 0,25 км² — водойми.

### Клімат
Місто знаходиться у зоні, котра характеризується вологим континентальним кліматом з теплим літом. Найтепліший місяць — липень із середньою температурою 24.8 °C (76.6 °F). Найхолодніший місяць — січень, із середньою температурою -1.4 °С (29.5 °F).
| Клімат Фармінгтона      | Клімат Фармінгтона | Клімат Фармінгтона | Клімат Фармінгтона | Клімат Фармінгтона | Клімат Фармінгтона | Клімат Фармінгтона | Клімат Фармінгтона | Клімат Фармінгтона | Клімат Фармінгтона | Клімат Фармінгтона | Клімат Фармінгтона | Клімат Фармінгтона | Клімат Фармінгтона |
| Показник                | Січ.               | Лют.               | Бер.               | Квіт.              | Трав.              | Черв.              | Лип.               | Серп.              | Вер.               | Жовт.              | Лист.              | Груд.              | Рік                |
| Абсолютний максимум, °C | 15,6               | 20,6               | 25,6               | 30,6               | 36,1               | 38,9               | 40,6               | 40                 | 37,2               | 33,9               | 25                 | 20                 | 40,6               |
| Середній максимум, °C   | 3,4                | 6,7                | 12,1               | 16,9               | 22,6               | 28,3               | 33,4               | 32,3               | 26,5               | 18,7               | 10,1               | 3,8                | 17,9               |
| Середня температура, °C | −1,4               | 1,2                | 5,9                | 10,1               | 15,1               | 20,1               | 24,8               | 23,7               | 18,3               | 11,3               | 4,4                | −0,9               | 11,1               |
| Середній мінімум, °C    | −6,2               | −4,3               | −0,3               | 3,3                | 7,5                | 11,9               | 16,1               | 15                 | 9,9                | 3,9                | −1,2               | −5,7               | 4,2                |
| Абсолютний мінімум, °C  | −25,6              | −22,8              | −15                | −8,9               | −3,9               | 0                  | 5                  | 3,9                | −2,2               | −10                | −16,1              | −24,4              | −25,6              |
| Норма опадів, мм        | 52                 | 50                 | 60                 | 65                 | 66                 | 38                 | 19                 | 21                 | 36                 | 53                 | 50                 | 50                 | 560                |
| Днів з опадами          | 9                  | 8                  | 9                  | 9                  | 8                  | 5                  | 3                  | 4                  | 5                  | 6                  | 8                  | 9                  | 83                 |
| ----------------------- | ------------------ | ------------------ | ------------------ | ------------------ | ------------------ | ------------------ | ------------------ | ------------------ | ------------------ | ------------------ | ------------------ | ------------------ | ------------------ |
| Джерело: Weatherbase    |                    |                    |                    |                    |                    |                    |                    |                    |                    |                    |                    |                    |                    |

## Демографія
Згідно з переписом 2010 року, у місті мешкало 18 275 осіб у 5148 домогосподарствах у складі 4385 родин. Густота населення становила 709 осіб/км².  Було 5339 помешкань (207/км²).
Расовий склад населення:
| - 95,0 % — білих - 0,9 % — азіатів - 0,7 % — чорних або афроамериканців - 0,3 % — вихідців з тихоокеанських островів - 0,3 % — корінних американців - 1,1 % — осіб інших рас |

До двох чи більше рас належало 1,6 %. Частка іспаномовних становила 4,3 % від усіх жителів.
За віковим діапазоном населення розподілялося таким чином: 35,2 % — особи молодші 18 років, 57,6 % — особи у віці 18—64 років, 7,2 % — особи у віці 65 років та старші. Медіана віку мешканця становила 29,3 року. На 100 осіб жіночої статі у місті припадало 103,3 чоловіків;  на 100 жінок у віці від 18 років та старших — 101,8 чоловіків також старших 18 років.
Середній дохід на одне домашнє господарство  становив 106 890 доларів США (медіана — 92 363), а середній дохід на одну сім'ю — 116 436 доларів (медіана — 97 427). Медіана доходів становила 71 339 доларів для чоловіків та 40 636 доларів для жінок. За межею бідності перебувало 3,7 % осіб, у тому числі 3,6 % дітей у віці до 18 років та 1,0 % осіб у віці 65 років та старших.
Цивільне працевлаштоване населення становило 9761 особа. Основні галузі зайнятості: освіта, охорона здоров'я та соціальна допомога — 22,4 %, науковці, спеціалісти, менеджери — 14,3 %, роздрібна торгівля — 11,8 %.